# Thelcticopis vasta
Thelcticopis vasta är en spindelart som först beskrevs av Ludwig Carl Christian Koch 1873.  Thelcticopis vasta ingår i släktet Thelcticopis och familjen jättekrabbspindlar.
Artens utbredningsområde är Fiji. Inga underarter finns listade i Catalogue of Life.